# Carcellia susurrans
Carcellia susurrans là một loài ruồi trong họ Tachinidae.